# Leszek Borysiewicz
Leszek Krzysztof Borysiewicz (ur. 13 kwietnia 1951 w Cardiff) – brytyjski lekarz polskiego pochodzenia, immunolog i członek władz uniwersytetu Cambridge (od 1 października 2010 roku do 1 października 2017 roku był rektorem (ang. vice-chancellor) Cambridge). Był dyrektorem generalnym medycznej, brytyjskiej instytucji naukowej – Medical Research Council.

## Życiorys
Leszek Krzysztof Borysiewicz urodził się w Cardiff. Jego rodzice, Jan Borysiewicz i Zofia Helena z domu Wołoszyn, są polskimi emigrantami, którzy osiedlili się w Wielkiej Brytanii po II wojnie światowej. Borysiewicz studiował medycynę na walijskiej akademii medycznej, gdzie również uzyskał doktorat. Jego kariera zawodowa początkowo była związana z medycyną akademicką na uniwersytecie Cambridge, potem objął stanowisko konsultanta w Hammersmith Hospital. Następnie kierował wydziałem lekarskim na University of Wales, a potem przeniósł się do Imperial College London, gdzie został mianowany zastępcą rektora „do spraw planowania akademickiego i naukowego”. We wrześniu 2007 roku zastąpił Colina Blakemore'a na stanowisku kierownika Medical Research Council, instytucji, która zajmuje się pracami w dziedzinie nauk medycznych z rocznym budżetem w wysokości około 500 milionów funtów.
Działalność naukowa Leszka Borysiewicza koncentruje się na immunologii wirusów, chorobach zakaźnych, nowotworach złośliwych indukowanych wirusami. Był współautorem i współredaktorem wielu książek z tej tematyki, m.in. dotyczących szczepień ochronnych. Leszek Borysiewicz otrzymał wiele nagród i wyróżnień za swoje osiągnięcia naukowe. Jest również prezesem Wellcome Trust, członkiem rady Cancer Research UK, członkiem założycielem Academy of Medical Sciences i współprzewodniczącym grupy doradczej MRC zajmującej się komórkami macierzystymi. W 2010 roku przyznano mu tytuł doktora honoris causa na Uniwersytecie w Sheffield. Jest także jednym z założycieli Walijskiego Towarzystwa Naukowego (The Learned Society of Wales).
W 2010 roku wygłosił coroczny wykład Harveian Oration na forum Royal College of Physicans pt. Prevention is better than cure (pol. Zapobieganie jest lepsze niż leczenie).
W 2018 otrzymał tytuł doktora honoris causa Uniwersytetu w Białymstoku, a rok później odznaczono go Krzyżem Wielkim Orderu Zasługi RP. 10 kwietnia 2019 odebrał tytuł doktora honoris causa Uniwersytetu Jagiellońskiego. W 2024 został Kawalerem Krzyża Wielkiego Orderu Imperium Brytyjskiego (GBE) za zasługi dla badań nad rakiem, badań klinicznych, medycyny i organizacji charytatywnych.